# José Carlos Tabares
José Carlos Tabares (San Gustavo, Argentina, 28 de maig de 1978) és un futbolista argentí retirat que va jugar com a davanter.
Es va traslladar a Espanya el gener de 2006 per incorporar-se al CD Castelló, llavors a Segona Divisió, i hi va marcar 29 gols a la lliga en les seves tres temporades. Després de quatre anys a l'equip, i viure el descens en la seva darrera, el 2009 va tornar al seu país i va fitxar pel Chacarita Juniors de Primera B Nacional. En la seva etapa a Sud-amèrica, on també va passar per Xile, les lesions no el van respectar. El 2012 va retornar a Castelló per quedar-se a residir a Borriana, on va tenir el seu primer fill. Va acabar jugant amb el CF Borriol de la Tercera divisió, el CD Borriana i el Club de Futbol Estrella de Castelló. Es va retirar la temporada 2018-19.

## Altres mèrits
- 1 Trofeu Planelles (millor jugador del CE Castelló): temporada 2005/06.
- 1 Trofeu Basilio (màxim golejador del CE Castelló): temporada 2007/08.[7]